# Lámina delgada
Se entiende por lámina delgada, película delgada o película fina, la  de material en el rango de fracciones de nanómetro hasta varios micrómetros de espesor. Los componentes electrónicos semiconductores y los recubrimientos ópticos son los mayores beneficiarios del desarrollo de las Películas delgadas. También hay investigación con láminas delgadas ferromagnéticas para su uso en memorias de ordenador.
Las películas delgadas cerámicas son las más usadas. La relativa dureza y pasividad química de los materiales cerámicos hacen de este tipo de recubrimientos de interés para la protección de substratos contra la corrosión, la oxidación y el desgaste. Particularmente, el uso de estos recubrimientos en herramientas de corte puede extender la vida útil de estos utensilios varios órdenes de magnitud.
La tecnología de capas delgadas también se ha desarrollado como un método para reducir el coste de los sistemas fotovoltaicos. La explicación a esto es que los módulos de láminas delgadas se espera que sean más baratos debido a su menor coste en material, energía y manipulación. Sin embargo, aún se deben desarrollar láminas delgadas basadas en nuevos materiales semiconductores, que incluyen sílice amorfo, cobre, indio, diseleniuro, cadmio, teluro y sílice cristalino. En todos esos casos, estas tecnologías tendrán que afrontar considerables obstáculos técnicos y financieros.
La ingeniería de láminas delgadas se complica por el hecho de que su física no está bien comprendida en algunos casos. Especialmente, el problema de ruptura de superficies es difícil de resolver, mientras que la investigación sobre estos procesos está aún en curso.

## Deposición de películas delgadas con gran precisión sobre sustratos grandes
Uno de los mayores escollos que aparecen en la deposición de películas delgadas es la posibilidad de recubrir sustratos de grandes dimensiones obteniendo resultados de alta precisión, con deposiciones mono o multi-capa.
La deposición mediante chorro de plasma HiTUS junto con la tecnología de targetting lineal ha demostrado grandes mejoras en objetivos como la precisión, uniformidad, control de tensiones compresivas o de tracción, y rugosidad en substratos con longitudes desde y superiores a 50/60cm. El Targetting Lineal también permite el desarrollo de procesos en línea con las mismas ventajas que el HiTUS para procesos roll-to-roll o en continuo.

## Técnicas
- DEposición de láminas delgadas por CBDThin-film deposition in CBD (Chemical Bath Deposition
  - Sputtering
  - Deposición química de vapor
  - Epitaxia de haz molecular
  - Proceso Sol-Gel
  - Recubrimiento por giro
  - Deposición mediante láser pulsado